# Nadi Bouguechal
Nadi Bouguechal est un artiste peintre né le 22 février 1971 à N'Gaous à Batna. Il a fait ses études à l'École régionale des beaux-arts de Batna entre (1990-1994). Il expose en Algérie et en France . Il est engagé dans la promotion de la culture berbère en exposant le thème La grande fresque de l’histoire des Berbères en 2014. Il a participé également au 29e Salon Arnorisere en exposant ses toiles.